# Précey
Précey é uma comuna francesa na região administrativa da Normandia, no departamento Mancha. Estende-se por uma área de 7,75 km². Em 2010 a comuna tinha 573 habitantes (densidade: 73,9 hab./km²).